# Octostyle

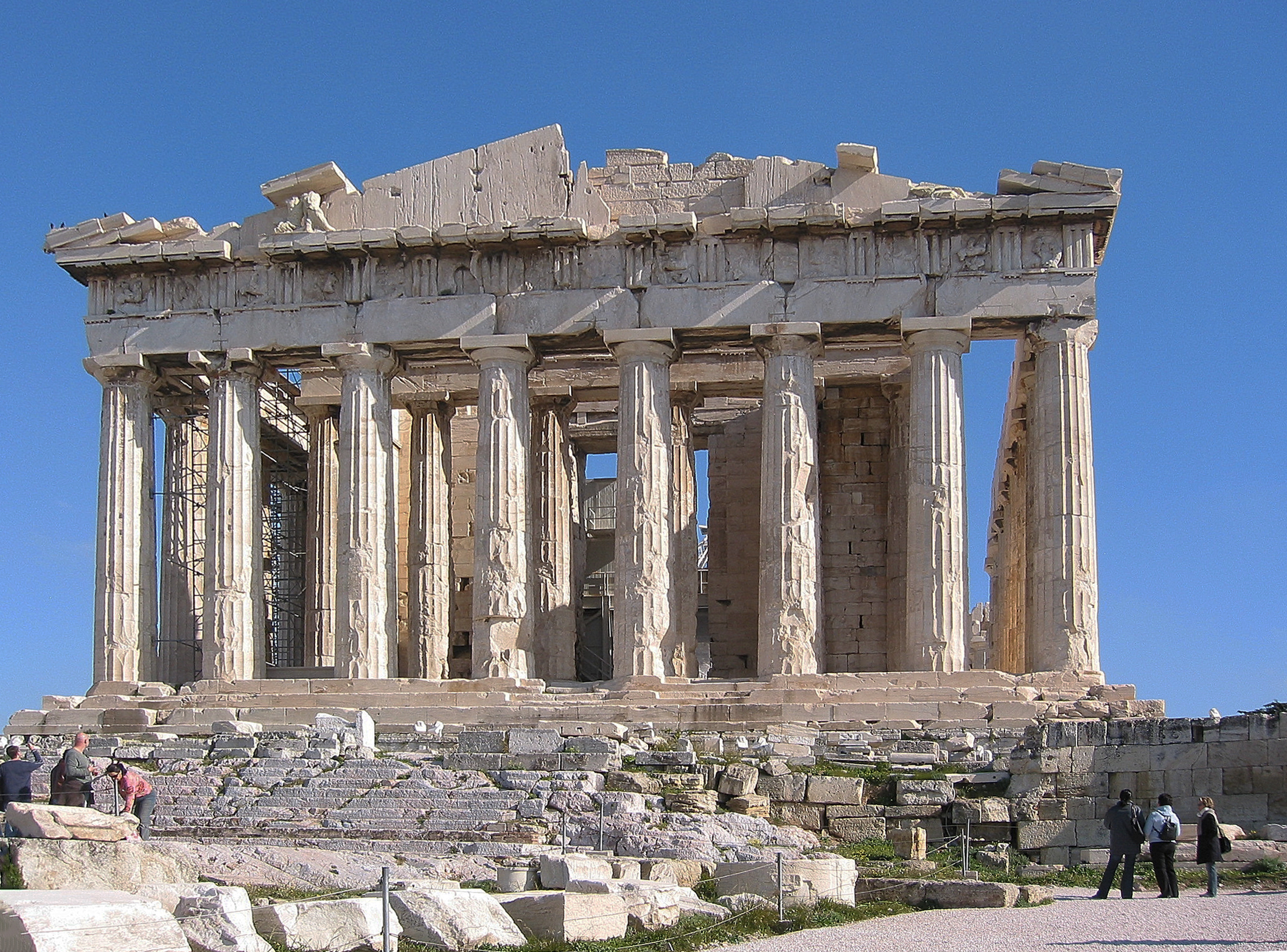
Vue du portique octostyle du Parthénon.

Le terme octostyle désigne un temple grec ayant huit colonnes en façade. Un temple ayant seulement deux colonnes en face se nommerait distyle, dix colonnes décastyle, etc.
Sachant que le rapport du nombre de colonnes en façade par rapport au nombre de colonnes sur les côtés dans les temples grecs est en général égal à 2n+1 (pour n colonnes en façade).

## Exemples modernes
L'église de la Madeleine à Paris possède un portique octostyle sur le modèle du temple d'Auguste à Rome, mais avec toutefois vingt colonnes latérales.